# Collegio Villoresi San Giuseppe
Il Collegio Villoresi San Giuseppe è un istituto comprensivo di Monza fondato nel 1862 dal barnabita Luigi Maria Villoresi (1814-1883). La sua attuale offerta formativa comprende scuola dell'infanzia, scuola primaria, scuola secondaria di primo grado e diverse scuole secondarie di secondo grado. La sede si trova in via Monti e Tognetti 10 a Monza.

## Storia
A Monza, presso l'oratorio del Carrobiolo nel 1862 venne fondato un Istituto «per l'educazione degli aspiranti allo studio teologico», con l'intento di preparare all'ingresso nel Seminario diocesano o in una qualche congregazione religiosa i ragazzi più poveri sul piano economico o meno dotati dal punto di vista scolastico.
Fondatore di questo Istituto che si configura al modo di un Seminario minore è il monzese Andrea Villoresi, presbitero diocesano che nel 1838, un mese dopo l'ordinazione, aveva scelto di entrato a far parte dei Chierici regolari di San Paolo assumendo il nome di Luigi Maria. Lo aiutano alcuni confratelli barnabiti e Antonio Sala, professore ritiratosi dall'insegnamento.
Nell'estate 1883, la morte di padre Villoresi vide l'Istituto affidato alla guida di don Antonio De Ponti, uno dei suoi primi alunni. Nel 1901 l'arcivescovo Andrea Carlo Ferrari intervenne a mutarne la struttura inserendolo nella rete dei Collegi arcivescovili con il nome di Collegio Villoresi San Giuseppe.
Lasciato il Carrobiolo, la sede attuale venne inaugurata nel 1903. Sita in viale Cesare Battisti, ha ingressi in via Volta e via Monti e Tognetti. Nel 2003 fu inaugurata una nuova area multifunzionale.

## Struttura
- Asilo nido
- Scuola dell'infanzia
- Scuola primaria
- Scuola secondaria di primo grado
- Liceo classico
- Liceo scientifico
- Istituto tecnico economico.